# Zipari
Zipari (en griego: Ζηπάρι) es una localidad griega del Dodecaneso, en la Isla de Cos, en el Mar Egeo.

## Geografía
Zipari se encuentra justo en la carretera principal de la isla entre Cos y Kéfalos, a unos 35 m s. n. m. Zipari se encuentra a unos siete kilómetros por carretera al oeste de la ciudad de Cos. Hasta el aeropuerto de Kos, cerca de Antimaquia, hay unos 14 kilómetros en línea recta. Al este, la siguiente ciudad es Cos, al oeste, las ciudades de Marmari, Linopotis y Tigaki, más al suroeste, Pyli y al sur, el pueblo de montaña de Zia. Hay aproximadamente 1,5 kilómetros en línea recta desde el centro de Zipari hasta el mar y unos 2,5 kilómetros hasta la salina de Alykes.
Zipari está bien conectado mediante rutas de autobús con Cos y Kéfalos y las localidades intermedias.

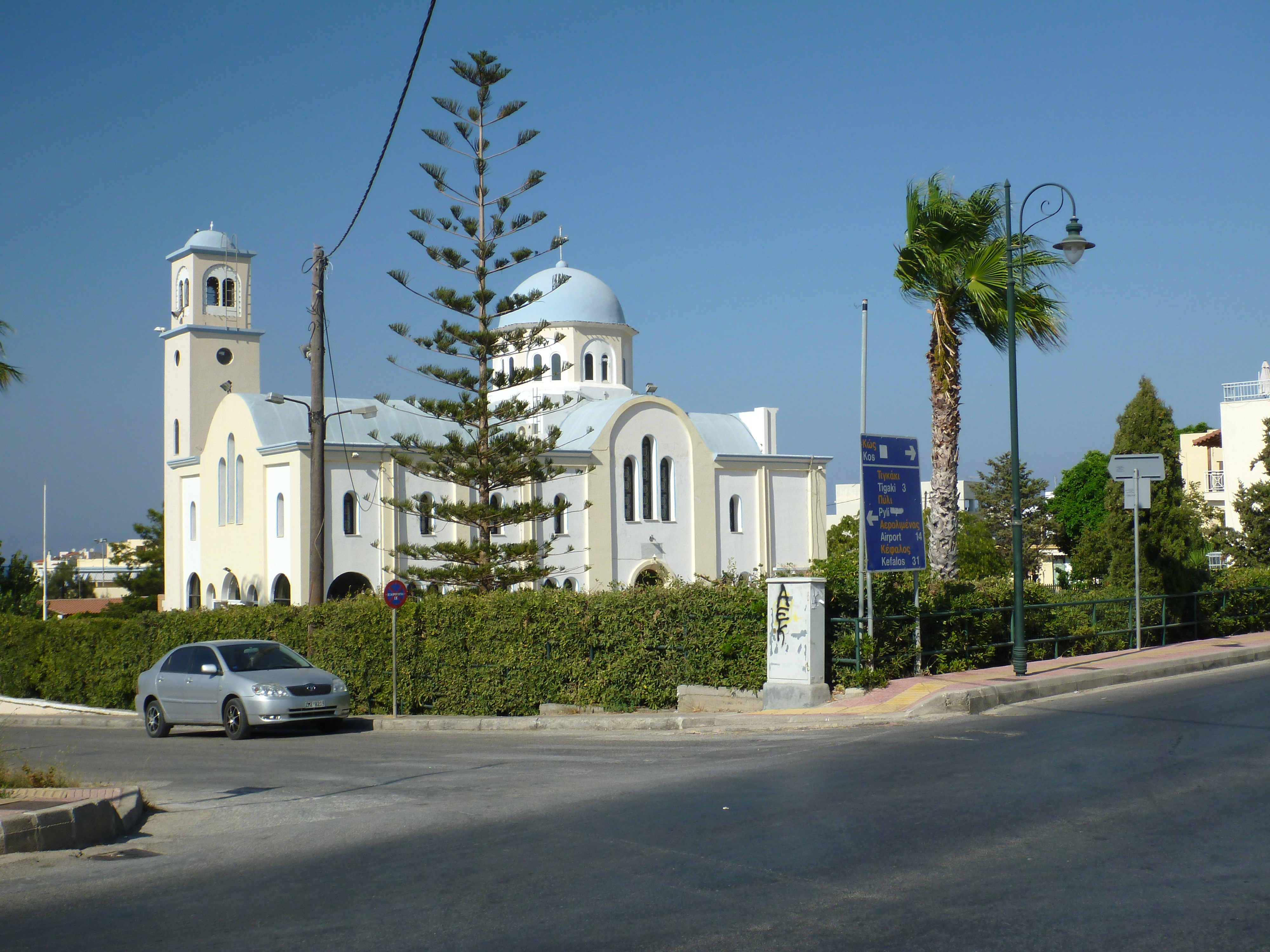
Zipari (Cos)

## Población y estructura político-económica
Zipari pertenece al distrito municipal de Dikeos (Δημοτική Ενότητα Δικαίου), que albergaba a 7130 personas (2011). El municipio de Dikeos se divide en dos distritos (Asfendiou y Pyli) con ocho localidades.
Había 4.094 personas viviendo en el distrito de Asfendiou (Δημοτική Κοινότητα Ασφενδιού) (2011), de las cuales 3.227 personas (alrededor del 80%) vivían en Zipari y, por tanto, es el segundo lugar más grande de la isla de Cos.
Zipari es una entidad moderna parecida a una pequeña ciudad con una economía próspera que se complementa con la ciudad de Kos.